# Onze-Lieve-Vrouw-van-Banneuxkapel (Treebeek)
De Onze-Lieve-Vrouw-van-Banneuxkapel is een kapel in Treebeek in de Nederlandse gemeente Brunssum. De kapel staat achter de Sint-Barbarakerk tussen het kerkhof en de kerk.
De kapel is gewijd aan Onze-Lieve-Vrouw van Banneux.

## Geschiedenis
In 1955 werd de kapel door vrijwilligers gebouwd.

## Gebouw
De natuurstenen kapel is opgetrokken op een rechthoekig plattegrond en wordt gedekt door een mansardedak met rode leien. Achterop het dak is een massieve dakruiter geplaatst die voorzien is van een ingesnoerd tentdak. In de beide zijgevels zijn elk twee rondboogvensters aangebracht. Aan de voorzijde overhuift het dak en rust het op vier houten pilaren. De terugliggende frontgevel heeft drie rondboogvormige toegangen omlijst met hardsteen.
Van binnen is de kapel wit gestuukt onder een donker gebeitst houten gewelf. In de kapel zijn er houten kerkbanken geplaatst. Op de achterwand is een schildering aangebracht die Onze-Lieve-Vrouw van Banneux toont als zij verschijnt voor de knielende 12-jarige Mariëtte Beco.